# Karel Boleslav Jirák
Karel Boleslav či Bohuslav Jirák, občas známý zkráceně jen jako Karel Jirák (28. ledna 1891 Praha – 30. ledna 1972 Chicago) byl přední český skladatel, pedagog a dirigent 20. století, jedna z nejvýraznějších osobností české moderní hudby.

## Život a dílo

### Raná léta
Narodil se 28. ledna 1891 v Praze v rodině JUDr. Jana Jiráka (1846–1896) a matky Růženy, rozené Krejčíkové. Když matka ovdověla, provdala se znovu za zubního lékaře Luďka Fresla (* 1870).
Hudební výchova Karla Bohuslava Jiráka nebyla nijak důkladná, jen krátce studoval u Vítězslava Nováka a Josefa Bohuslava Foerstra. I přesto jde cítit v jeho prvních dílech neuvěřitelný cit pro tón a ojedinělá důkladnost propracovanosti každého tónu. Po celý svůj dlouhý život obdivoval kromě svých učitelů Otakara Ostrčila, Gustava Mahlera a v instrumentaci také Richarda Strausse. Hlavně dirigování ho fascinovalo už od jeho raného dětství.

### Vrcholná léta
Nějaký čas pracoval jako elév u Městské opery v Hamburku a i v této době neúnavně komponoval. Mezi jeho významnější díla z této doby patří I. smyčcový kvartet, jejž s úspěchem uvádělo České kvarteto, I. symfonie, Třináct prostých písní, Smyčcový sextet s altovým sólem a mnoho dalších. Krátce působil u operních scén v Brně a Ostravě, na počátku dvacátých let se stal učitelem hudby na pražské konzervatoři a později začal s pedagogickou dráhou. V jeho raném, ale i v začátečním vrcholném díle jde poznat, že Jirák dlouho nepřekračoval pozdně romantické východisko, což jde poznat u jeho děl jako jsou Tři zpěvy domova, Žalm XXIII., Předehra k Shakespearearovské komedii a 2. symfonie. Až u pozdějších děl, jako je klavírní cyklus Na rozhraní z roku 1923, se snaží vyřešit problém stylové orientace svého tvoření. Šel přitom svou vlastní jedinečnou a ojedinělou cestou, zůstal lyrikem, jeho hudební řeč vycházela s principů polytonality, bitonality, složité rytmiky a konečně z moderní polyfonie.
Za deset let svého působení vyučil z mladých, téměř nezkušených skladatelů jako byl Miloslav Kabeláč, Jaroslav Ježek, Iša Krejčí, Klement Slavický aj. skvělé skladatele na vysoké úrovni. Postupně si začal získávat úctu v Čechách a později i v zahraničí. V roce 1930 se stal vyhlášeným ředitelem hudebního programu Československého rozhlasu a během 15 let svého působení mu určil závažné poslání zvyšovat hudební vzdělanost. Kromě toho byl i mimořádným a žádaným dirigentem, který byl postupně zván k dirigentským vystoupením v evropských metropolích.
Léta, kdy pracoval v rozhlase nebyla nijak příliš plodná. Práce v rozhlase jej tak vyčerpávala a zabírala mu všechen jeho čas, že neměl skoro žádný čas na komponování. K tomu se vrátil až po několika letech, v roce 1937, kdy napsal svou 3. symfonii, Filharmonické variace a řadu dalších úspěšných komorních i vokálních děl.
V rozhlase setrval ještě dalších sedm let. Poté, co byl v roce 1945 nařčen skupinou členů rozhlasového orchestru z asociálního a nečeského jednání, byl nucen toto místo opustit. Nyní měl více času na komponování a tak napsal několik dalších úspěšných děl. Rehabilitaci mu poskytlo až soudní řízení v roce 1947, ale ani to mu nepomohlo ke kvalifikované práci. To byl také nepochybně jeden z důvodů proč přijal pozvání do Chicaga na letní hudební kursy na univerzitě a díky úspěchu a spokojenosti si svůj pobyt prodloužil. Nešťastným rokem se stal rok 1948, kdy se na něj po únorovém puči začal dívat komunistický režim jako na nepřítele, což ještě oslabilo jeho už tak špatné postavení. Komunisté ho ihned zbavili členství Syndikátu československých skladatelů, jeho hudba nesměla být prodávána ani hrána, odsoudili ho dokonce jako emigranta (i přesto, že byla jeho cesta do USA legální) a byl zbaven svého nevelkého majetku.
Ve svém rodném Československu neměl najednou téměř nic. Z jeho zoufání ho zachránila až Rooseveltova univerzita, která mu ihned poskytla profesorské místo. Jakožto skvělý skladatel a pedagog, odborník na analýzu hudby všech stylů i zkušený dirigent učil během svého pobytu v USA několik desítek skvělých osobností různých národností.

### Pozdější léta a smrt
Zatímco v USA byl velkým oblíbencem, v tehdejším Československu byl až do roku 1968, kdy nastala změna politického klimatu vládou nenáviděn a zapírán. Téhož roku se znovu stal čestným členem Svazu československých skladatelů a jeho příjezd do Prahy po celých jednadvaceti letech vynuceného života mimo vlast byl Jirákovým triumfem a příslibem, že jeho hudba v domácím prostřední opět zaujme místo, jež jí náleží.
Za svůj pobyt v USA napsal celkem 34 prestižních děl, mezi nimi dvě symfonie, Rekviem, řadu komorních a orchestrálních skladeb i písní na slova českých básníků. Zemřel 30. ledna 1972 v Chicagu v Illinois. Byl pohřben na Vinohradském hřbitově.

## Příbuzenstvo
Jeho první manželkou byla PhDr. Marie Dyková, která mu porodila dvě dcery. S Jirákem žila v letech 1921–31. Druhou Jirákovou manželkou byla operní zpěvačka Marta Krásová, se kterou žil v letech 1935–46. Jeho třetí ženou byla Blanka Benešová, s níž se oženil 15. ledna 1948. Dcera Zora Jiráková byla herečkou, jejím manželem byl český herec a divadelní režisér Václav Lohniský.